# Acropora austera
Acropora austera is een rifkoralensoort uit de familie van de Acroporidae. De wetenschappelijke naam van de soort is voor het eerst geldig gepubliceerd in 1846 door Dana.